# Équipe de Martinique de rugby à XV
L'équipe de Martinique de rugby à XV rassemble les meilleurs joueurs de rugby à XV de Martinique, sous le patronage du Comité de rugby de Martinique.

## Histoire
L'équipe de Martinique joue vraisemblablement ses premiers matchs lors du championnat des Caraïbes de 1973 remporté par Trinité-et-Tobago, dont il ne reste toutefois pas d'archive des matchs.
Un de ses premiers matchs documentés et la défaite lors de l'édition suivante de ce même championnat en 1975 contre l'équipe de Guyana.

## Palmarès
- Vice-champion des Caraïbes en 1977[3].